# أنجس سكريم
أنجس سكريم (بالإنجليزية: Angus Scrimm)‏ ولد باسم لورانس روري غاي (بالإنجليزية: Lawrence Rory Guy)‏ هو ممثل ومؤلف أمريكي ولد بتاريخ 19 أغسطس 1926 وتوفي بتاريخ 9 يناير 2016.

## أعماله
أشتهر بتأدية دور الرجل الطويل في سلسلة أفلام الرعب فانتازم.

## وصلات خارجية
- أنجس سكريم على موقع IMDb (الإنجليزية)
- أنجس سكريم على موقع ألو سيني (الفرنسية)
- أنجس سكريم على موقع ميوزك برينز (الإنجليزية)
- أنجس سكريم على موقع أول موفي (الإنجليزية)
- أنجس سكريم على موقع قاعدة بيانات الأفلام السويدية (السويدية)
- أنجس سكريم على موقع إن إن دي بي (الإنجليزية)
- أنجس سكريم على موقع قاعدة بيانات الفيلم (الإنجليزية)
- أنجس سكريم على موقع كينوبويسك (الروسية)